# Vaucresson

Vaucresson este o comună în departamentul Hauts-de-Seine, Franța. În 2009 avea o populație de 8,618 de locuitori.